# Gran Premio di Vichy
Il Gran Premio di Vichy è stato un Gran Premio di automobilismo della stagione 1934.

## Vetture
Vetture iscritte alla gara.
| Costruttore | Vettura       | Cilindrata           |
| ----------- | ------------- | -------------------- |
| Alfa Romeo  | 8C 2600 Monza | 2600 cc - 8 cilindri |
| Alfa Romeo  | P3            | 2900 cc - 8 cilindri |
| Bugatti     | Tipo 51       | 2300 cc - 8 cilindri |
| Bugatti     | Tipo 59       | 2800 cc - 8 cilindri |
| Maserati    | Tipo 26M      | 2500 cc - 8 cilindri |
| Maserati    | 8CM           | 3000 cc - 8 cilindri |

## Qualifiche

### Gara 1
Risultati della prima batteria.
| Pos | Nº | Pilota                 | Scuderia         | Vettura                  | Giri | Tempo /Ritiro |
| --- | -- | ---------------------- | ---------------- | ------------------------ | ---- | ------------- |
| 1   | 4  | Carlo Felice Trossi    | Scuderia Ferrari | Alfa Romeo P3            | 30   | 52'45"9       |
| 2   | 30 | Benoît Falchetto       | Ecurie Braillard | Maserati 8CM             | 30   | 53'17"4       |
| 3   | 6  | Philippe Étancelin     | Privato          | Maserati 8CM             | 30   | 54'44"8       |
| 4   | 28 | José Scaron            | Ecurie Braillard | Alfa Romeo 8C 2600 Monza | 30   | 55'27"8       |
| 5   | 10 | Pierre Veyron          | Privato          | Bugatti T51              | 30   | 55'39"7       |
| 6   | 4  | Anne-Cécile Rose-Itier | Privato          | Bugatti T51              | 30   | 55'53"1       |
| Rit | 22 | Louis Delmot           | Privato          | Bugatti T51              | 17   |               |
| Rit | 40 | Jean Gaupillat         | Privato          | Bugatti T51              | 7    |               |
| Rit | 20 | Juan Zanelli           | Privato          | Alfa Romeo 8C 2600 Monza | 0    |               |

Note
Giro veloce: Carlo Felice Trossi (1'42"2)
Qualificati per la finale:  Carlo Felice Trossi, Benoît Falchetto, Philippe Etancelin, José Scaron, Pierre Veyron.

### Gara 2
Risultati della prima batteria.
| Pos | Nº | Pilota                         | Scuderia                    | Vettura                  | Giri | Tempo /Ritiro |
| --- | -- | ------------------------------ | --------------------------- | ------------------------ | ---- | ------------- |
| 1   | 26 | Whitney Straight               | Privato                     | Maserati 8CM             | 30   | 56'12"4       |
| 2   | 2  | Marcel Lehoux                  | Scuderia Ferrari            | Alfa Romeo P3            | 30   | 56'13"5       |
| 3   | 8  | René Dreyfus                   | Automobiles Bugatti         | Bugatti T59              | 30   | 57'03"9       |
| 4   | 18 | Earl Howe                      | Privato                     | Bugatti T51              | 30   | 59'35"6       |
| 5   | 24 | José Padierna de Villapadierna | Privato                     | Maserati 8CM             | 30   | 59'41"1       |
| 6   | 38 | Nino Farina                    | Scuderia Subalpina          | Alfa Romeo 8C 2300 Monza | 30   | 1h00'12"9     |
| 7   | 36 | Hellé Nice                     | Privato                     | Alfa Romeo 8C 2300 Monza | 29   |               |
| 8   | 32 | Robert Eonnet                  | Privato                     | Bugatti T51              | 28   |               |
| Rit | 14 | Robert Brunet                  | Privato                     | Bugatti T51              | 23   |               |
| Rit | 16 | Clemente Biondetti             | Gruppo Genovese San Giorgio | Maserati Tipo 26M        |      |               |
| Rit | 12 | Raymond Sommer                 | Ecurie Braillard            | Maserati 8CM             | 4    |               |

Note
Giro veloce: Marcel Lehoux (1'44"5)
Qualificati per la finale:  Whitney Straight, Marcel Lehoux, René Dreyfus, Earl Howe, José Padierna de Villapadierna.

## Gara

### Griglia di partenza
Posizionamento dei piloti alla partenza della gara.
| Prima fila   | 3 Pos.                    |                                | 2 Pos.                   |                           | 1 Pos.                      |
| ------------ | ------------------------- | ------------------------------ | ------------------------ | ------------------------- | --------------------------- |
|              | Whitney Straight Maserati |                                | Marcel Lehoux Alfa Romeo |                           | Philippe Étancelin Maserati |
| Seconda fila |                           | 5 Pos.                         |                          | 4 Pos.                    |                             |
|              |                           | Carlo Felice Trossi Alfa Romeo |                          | Benoît Falchetto Maserati |                             |
| Terza fila   | 8 Pos.                    |                                | 7 Pos.                   |                           | 6 Pos.                      |
|              | Earl Howe Bugatti         |                                | José Scaron Alfa Romeo   |                           | René Dreyfus Bugatti        |
| Quarta fila  |                           | 10 Pos.                        |                          | 9 Pos.                    |                             |
|              |                           | José de Villapadierna Maserati |                          | Pierre Veyron Bugatti     |                             |

### Risultati
Risultati finali della gara.
| Pos | Nr | Pilota                         | Scuderia            | Vettura                  | Giri | Tempo/Ritiro |
| --- | -- | ------------------------------ | ------------------- | ------------------------ | ---- | ------------ |
| 1   | 4  | Carlo Felice Trossi            | Scuderia Ferrari    | Alfa Romeo P3            | 60   | 1h45'44"6    |
| 2   | 26 | Whitney Straight               | Privato             | Maserati 8CM             | 60   | 1h45'49"6    |
| 3   | 6  | Philippe Étancelin             | Privato             | Maserati 8CM             | 60   | 1h46'52"4    |
| 4   | 8  | René Dreyfus                   | Automobiles Bugatti | Tipo 59                  | 60   | 1h47'13"4    |
| 5   | 2  | Marcel Lehoux                  | Scuderia Ferrari    | Alfa Romeo P3            | 60   | 1h48'18"3    |
| 6   | 24 | José Scaron                    | Ecurie Braillard    | Alfa Romeo 8C 2600 Monza | 59   |              |
| 7   | 18 | Earl Howe                      | Privato             | Tipo 51                  | 58   |              |
| Rit | 10 | Pierre Veyron                  | Privato             | Bugatti Tipo 51          | 27   |              |
| Rit | 30 | Benoît Falchetto               | Ecurie Braillard    | Maserati 8CM             | 23   |              |
| Rit | 24 | José Padierna de Villapadierna | Privato             | Maserati 8CM             | 9    |              |

Note
Giro veloce: Philippe Etancelin (1'41"9).